# Henrik Kronborg
Henrik Kronborg (født 16. juni 1970) er en dansk håndboldtræner, der er assistenttræner for Danmarks håndboldlandshold. Han har spillet 1 A-landskamp, 33 U-landskampe og 12 Y-landskampe.
Kronborg, der var assistenttræner for herrelandsholdet, som vandt OL-guld i Rio 2016 siger om triumfen: "Jamen, jeg synes klart, det er det største et håndboldlandshold har opnået herhjemme nogensinde." 